# Onthophagus cicer
Onthophagus cicer är en skalbaggsart som beskrevs av Vladimir Balthasar 1964. Onthophagus cicer ingår i släktet Onthophagus och familjen bladhorningar. Inga underarter finns listade i Catalogue of Life.